# 畑良一
畑 良一（はた りょういち、1903年3月23日 - 1969年9月27日）は、野崎産業（現 JFE商事）元会長。

## 来歴
長野県出身。東京府立一中、松本高等学校文科乙類、東京帝國大学法学部を経て、横浜正金銀行入行。のち、野崎産業に移り、社長、会長を歴任する。社長在任中より、テレビ・広告時代の中にあって、従来の駅の送電柱などに見かける「ノザキのコンビーフ」のキャッチフレーズを固持することで、その掴みのとり方が逆に人々に受け入れられその名を大きく広めるのに貢献した。
父は、外交官・特命全権公使の畑良太郎。東京府立一中時代は、当時皇族の身分として入学した二学年下の久邇邦久の現在で云う「御学友」の一人に選ばれ当時、柔剣道と共に校技スポーツであったテニス仲間でもあった。